# Prinsen en Prinsessen
Prinsen en Prinsessen was een kindertelevisieprogramma van de Nederlandse Evangelische Omroep, bedacht door regisseur Nico Rasch. In het programma zongen zo'n 300 kinderen onder leiding van zanger en presentator Ben Ketting in een studio op locatie christelijke kinderliedjes. Dit werd afgewisseld met een verhaal of een interview en een speciaal lied dat Ketting vanachter de piano zong over het onderwerp van het programma.

## Inhoud
Er werden voor dit programma speciale kinderliedjes geschreven, die later via cd's en een dvd in veel kerken, gemeenten en kinderkoren werden gezongen. De titels KidsPraise Live verschenen in de jaren '90 in 5 delen, tussen 1997 en 2002. In 2004 werd er een dvd uitgebracht. Het programma liep bijna tien seizoenen en werd uitgezonden op zaterdagavond om zeven uur of half acht. Ook toerde de Prinsen en Prinsessenband los van het programma langs met name kerken in heel Nederland. In de band speelden onder meer Adri Klöne (basgitaar), Elisa Krijgsman (gitaar), Marcel Zimmer (drums en percussie), Christan Grotenbreg (keyboards), Judith van Essen (piano) en leden van Kids Crew (zang).
Het programma eindigde rond 2004, omdat het nieuwe platform Z@ppelin een 'bredere omvang' wilde hebben (Ketting: "Daar paste het beeld van één God niet meer in."). Wel werden er nog tot in 2005 herhalingen uitgezonden.
De productie was in handen van Christoffer Productions van toenmalig producent Dolf van de Vegte die in 2005 startte met de digitale zender Family7.